# ダイヤクリーニング
ダイヤクリーニング（DIA Cleaning CO.,LTD.）は、岡山県倉敷市に本社を置く中四国最大手のクリーニング業を主な事業とする企業。

## 概要
当社はクリーニング業とコインランドリーを併設する取次店のフランチャイズチェーンを運営し、岡山県、広島県、兵庫県、香川県に198店舗、岡山県、兵庫県、香川県に工場８箇所を置く中四国最大手のクリーニング業である。
2021年11月9日、株式買収により、東証一部上場の物流企業・センコーグループホールディングス株式会社の完全子会社となる。

## 事業所
- 本社　　　：岡山県倉敷市中島2636番地3
- 平田工場　：岡山県倉敷市平田680-1
- 児島工場　：岡山県倉敷市児島下の町2丁目1-45
- 北長瀬工場：岡山県岡山市北区北長瀬本町3-15-5　(2016年3月開設)
- 福富工場　：岡山県岡山市南区豊成3丁目23-34
- 矢掛工場　：岡山県小田郡矢掛町西川面263-6
- 山陽工場　：岡山県赤磐郡河本前田1108-1
- 姫路工場　：兵庫県姫路市花田町加納原田276-4　(旧・ツルヤクリーニング）
- 川島工場　：香川県高松市川島東町432-2　(旧・大杉ドライクリーニング)
- 明石工場　：兵庫県明石市魚住町中尾878-2　(2019年9月開設)

## 関係会社
- センコーグループホールディングス株式会社(親会社)
- 株式会社トクラ
- トクラテック株式会社
- 倉敷電子工業株式会社

## テレビCM
- 2014年〜 千里 作詞/作曲